# Thienemanniella elana
Thienemanniella elana är en tvåvingeart som beskrevs av Roback 1957. Thienemanniella elana ingår i släktet Thienemanniella och familjen fjädermyggor.
Artens utbredningsområde är Utah. Inga underarter finns listade i Catalogue of Life.